# مارون (كوهستان)
مارون (بالفارسية: مارون) هي قرية تقع في إيران في Kuhestan Rural District. يقدر عدد سكانها بـ 32 نسمة بحسب إحصاء 2016.